# Калинівська сільська рада (Березанський район)
Кали́нівська сільська́ ра́да — адміністративно-територіальна одиниця та орган місцевого самоврядування в Березанському районі Миколаївської області. Адміністративний центр — село Калинівка.

## Загальні відомості
Кімівська сільська рада утворена в 1934 році.
- Територія ради: 96,742 км²
- Населення ради: 1 340 осіб (станом на 2001 рік)

## Населені пункти
Сільській раді були підпорядковані населені пункти:
- с. Калинівка
- с. Калабатине
- с. Суходіл
- с. Яблуня

## Склад ради
Рада складалася з 16 депутатів та голови.
- Голова ради: Поворознік Олександр Вікторович
- Секретар ради: Марутян Світлана Юріївна

### Керівний склад попередніх скликань
| Прізвище, ім'я, по батькові     | Основні відомості                                                         | Дата обрання | Дата звільнення |
| ------------------------------- | ------------------------------------------------------------------------- | ------------ | --------------- |
| Бившева Лідія Олександрівна     | Сільський голова, 1949 року народження, член Комуністичної партії України | 26.03.2006   | 31.10.2010      |
| Поворознік Олександр Вікторович | Сільський голова, 1967 року народження, освіта вища, член Партії регіонів | 31.10.2010   |                 |

Примітка: таблиця складена за даними сайту Верховної Ради України

### Депутати
За результатами місцевих виборів 2010 року депутатами ради стали:

#### За суб'єктами висування
| Суб'єкт висування | Кількість обраних депутатів | %    |
| ----------------- | --------------------------- | ---- |
| Самовисування     | 9                           | 56,3 |
| Партія регіонів   | 7                           | 43,8 |

#### За округами
| № округу        | Прізвище, ім'я, по батькові      | Дата визнання обраним | Освіта             | Партійна приналежність | Відомості про обраного депутата          |
| --------------- | -------------------------------- | --------------------- | ------------------ | ---------------------- | ---------------------------------------- |
| Партія регіонів |                                  |                       |                    |                        |                                          |
| 2               | Скиба Ольга Іванівна             | 02.11.2010            | середня            | член Партії регіонів   | Ощадбанк, бухгалтер                      |
| 3               | Марутян Світлана Юріївна         | 02.11.2010            | вища               | член Партії регіонів   | ТОВ «ім. КЛ Петровського», секретар      |
| 4               | Данілова Любомира Іванівна       | 02.11.2010            | середня            | член Партії регіонів   | Бібліотека, бібліотекар                  |
| 6               | Голова Світлана Дмитрівна        | 02.11.2010            | вища               | член Партії регіонів   | Кімівська загальноосвітня школа, вчитель |
| 7               | Золотухін Олег Вікторович        | 02.11.2010            | вища               | член Партії регіонів   | тимчасово не працює                      |
| 11              | Дацина Сергій Аркадійович        | 02.11.2010            | середня            | член Партії регіонів   | Кімівська загальноосвітня школа, водій   |
| 12              | Казимир Микола Григорович        | 02.11.2010            | вища               | член Партії регіонів   | Кімівська загальноосвітня школа, вчитель |
| Самовисування   |                                  |                       |                    |                        |                                          |
| 1               | Абдурахманов Віктор Ахаткулович  | 02.11.2010            | середня спеціальна | позапартійний          | ФГ «Вектор», голова                      |
| 5               | Токар Тетяна Юріївна             | 02.11.2010            | вища               | позапартійна           | пенсіонер                                |
| 8               | Янковий Микола Іванович          | 02.11.2010            | середня            | позапартійний          | Сільська рада, оператор газової котельні |
| 9               | Ліходінов Руслан Анатолійович    | 02.11.2010            | середня            | позапартійний          | МУЗС, оператор                           |
| 10              | Волошин Володимир Броніславович  | 02.11.2010            | середня спеціальна | позапартійний          | ФГ «Троянда», голова                     |
| 13              | Абдурахманов Ахаткул Турсунович  | 02.11.2010            | вища               | позапартійний          | ФГ"Гульнара", голова                     |
| 14              | Кубар Анатолій Анатолійович      | 02.11.2010            | середня спеціальна | позапартійний          | Очаківське ЛМГ, єгер                     |
| 15              | Венярська Людмила Михайлівна     | 02.11.2010            | середня            | позапартійна           | ЗАО «Лакталіс», агент                    |
| 16              | Богославець Галина Володимирівна | 02.11.2010            | середня            | позапартійна           | пенсіонер                                |